# Feketehomlokú virágjáró
A feketehomlokú virágjáró (Dicaeum igniferum) a madarak osztályának verébalakúak (Passeriformes) rendjébe és a virágjárófélék (Dicaeidae) családjába tartozó faj.

## Rendszerezése
A fajt Alfred Russel Wallace brit természettudós írta le 1863-ban.

## Alfajai
- Dicaeum igniferum igniferum Wallace, 1864
- Dicaeum igniferum cretum Rensch, 1929[2]

## Előfordulása
Indonéziához tartozó  Kis-Szunda-szigetek területén honos. Természetes élőhelyei a szubtrópusi és trópusi síkvidéki és hegyi esőerdők, valamint cserjések és másodlagos erdők. Állandó, nem vonuló faj.

## Megjelenése
Testhossza 9 centiméter.

## Életmódja
Valószínűleg gyümölcsökkel, nektárral és pollenekkel táplálkozik.

## Természetvédelmi helyzete
Az elterjedési területe elég kicsi, egyedszáma viszont stabil. A Természetvédelmi Világszövetség Vörös listáján nem fenyegetett fajként szerepel.